# Graphipterus sharonae
Graphipterus sharonae es una especie de escarabajo del género Graphipterus, familia Carabidae, orden Coleoptera. Fue descrita científicamente por Renan y Assmann en 2018.

## Descripción
El macho mide 15,0-18 milímetros de longitud y la hembra 16,0-19,3 milímetros.

## Distribución
Se distribuye por las llanuras costeras del Mediterráneo.